# 瑞琇
瑞琇（约1813年-1867年），亦瑞秀，字玉琳，号季珩，富察氏，鑲白旗滿洲人，清朝官员。道光末至咸丰中，歷任吏部筆帖式、吏部考功司主事、吏部文选司郎中，掌験封司印，兼欽派寶源局監督。咸豐八年至九年，京察一等，外放浙江嘉興府知府。另有同名(佟佳氏)瑞琇，吉林将军(佟佳)福克精阿长子，正白旗人，字号星崖，清代武官，官雲麾使、湖北施南宜昌、广东罗定协副将。同名官员还有钦天监天文官员、晚清工部虞衡司官员瑞琇。

## 生平
瑞琇，亦瑞秀（有地方记作瑞秀，如《國朝耆獻類徵》:贵庆，道光二十七年故，子瑞秀现任吏部主事），富察氏，滿州鑲白旗人，禮部尚書貴慶子，太子少保成都將軍觀成之孫，有才。道光二十四年，由吏部筆帖式考取軍機章京。《樞垣記略》載："二十四年二月初五日㫖：德椿、英秀、瑞亨、衡光、赛沙布、嵩寿、桂昌、瑞琇、文彬、宝福，俱著记名以军机章京用。谨按：此次瑞琇未经行走。" 又有《清代掌故綴錄》載："檢選考取滿軍機章京十八員。先於二十二日，鶴舫相國穆彰阿。鶴汀司空賽尚阿為同考官。定於二月初五日帶領引見。德椿中書、英秀中書、瑞亨戶筆、衡光禮筆、賽沙布理筆、嵩壽中書、桂昌工筆、瑞琇吏筆（吏部筆帖式）、文彬中書、寶福理筆。以上記名十員。" 道光二十七, 大學士管理戶部事務潘世恩、赛尚阿、祁寯藻、明训、柏葰:奏為原任查庫大臣貴慶之子闲散瑞珍替父監追,吏部筆帖式瑞琇代父完賠項六成由,可否将瑞珍釋出。
咸豐朝初，瑞琇升吏部考功司、文選司主事。咸豐四年升吏部郎中，四品。咸豐七年,經其父貴慶學生許乃濟之弟工部尚書許乃普保薦，欽派寶源局監督。許乃濟乃貴慶嘉慶十四年取士。貴慶另一學生麟庆《鸿雪因缘图记》又记载：道光年间，皇史宬启匮时，其和貴慶、许乃普等一起共事。另外，从清代众多日记中可知贵庆及其富察家族如富察氏之女顾太清、顾太清好友富察蕊仙和许乃济、许乃普即许滇生兄弟交往密切。《许乃济丙申日记》亦有提及云西师，云西即贵庆字号。
《清实录》: 咸豐七年，瑞琇京察一等引見皇上，以道府用，欽派寶源局監督，為專掌全局事務主官，由皇帝欽命簡放，是僅次於侍郎的主官，京城肥差。寶源局是清代工部下屬負責錢幣鑄造的機構。
咸豐八年，外放浙江嘉興府知府。咸豐九年，寶源局張仁政案發，帝派瑞常偕尚書沈兆霖審理。查得寶源局前任監督奎麟、瑞琇、瑞琇族兄弟瑞璘等贓私，革职，其嘉兴知府职由何绍基弟何绍祺暂署。瑞琇貪銀兩萬余吊，斩监候，追贓後免死，遣戍新疆，於同治朝加恩贖回。《清史列傳》: 寶源局監督張仁政侵蝕局款,畏罪自縊,上以職官輕生案關局務,恐有別情,命瑞常借戶部尚書沈兆霖秉公查辦,至是奏言:前任監督奎麟得喊屬實,又嘉興府知府前任監督瑞秀,於歸案嚴訊後供稱在監督任內因試鑄鐵錢,招商買炭私受商人錢文二萬二千三百餘,實屬目無法紀,均擬斬監候。《清史稿校注》: 沈兆霖按之,得前任監督奎麟、瑞秀喊私狀,並論大辟,追職後遣戍。《清实录》: 瑞琇身任监督。辄敢收受商人钱文、至二万七千余吊之多。实属目无法纪。与奎麟等情罪相同。著照所拟斩监候。勒限一年追赃。完赃后发往新疆效力赎罪。吏部覆許乃普履歷片文有：咸豐十年，上諭周祖培現在入闈，其所署理戶部三庫事務著許乃普暫行署理，欽此。三月初六日到任，因保舉前任寶源局監督瑞琇等京察一等，降三級留任，五月初四日，奉硃批不準抵銷，九月初四日奉上諭，患病，十二月，戶部原保前任工部寶錢局監督奎麟等之吏部尚書許乃普降級留任之案造入領俸冊內，聲明坐扣。
御史端良在光緒年間為其祖貴慶詩鈔作序：《知了義齋詩鈔》先大父大宗伯月山公作也（先大父即已故祖父，大宗伯即禮部尚書，月山為貴慶字號），大父以嘉慶己未翰林，洊躋卿貳，服官遼東最久，故關外諸作，尤膾炙人口，晚年築精舍於西山之碧摩岩，著書自娛，此卷早經付梓，洎咸豐戊午，先中丞公及諸叔宦遊閩浙（先中丞公即端良父巡撫瑞璸，咸豐八年，瑞璸和弟瑞琇等在閩浙一帶為官），值庚申多事，家藏書籍大半散失（值庚申多事，指咸豐庚申年，即咸豐十年英法聯軍攻入北京，同年瑞璸弟瑞琇獲重罪）。光緒辛卯，表弟玉岑閣學視學江南（玉岑乃宗室溥良字號，即啟功先生曾祖，溥良母富察氏乃瑞璸妹妹），瀕行以此見寄當年藏版也，三十年來重瞻手澤，感幸奚如，乞製序文，用付剞劂，時乙未冬至日，孫端良瑾志 （乙未乃光緒二十年，時端良由掌廣東道監察御史升任京城吏科給事中）。

## 家人
- 祖父：原太子少保成都將軍觀成，乾隆末，觀成隨福康安、和珅弟和琳、孫士毅在西藏、川楚作战。嘉慶三年革職，由一品將軍降為三品頭等侍衛銜，一等侯勒保極力護之，遂改二品西安副都統，嘉慶五年借以兩耳重聽解任。
- 叔祖：吉林將軍秀林（秀琳），嘉慶十五年七月因吉林參務案革職，賜其自盡。瑞琇父貴慶曾亦涉此案，同年同月革職降任，嘉慶二十三年貴慶再因擅行御道罪名，嘉慶將其流放，直至嘉慶駕崩道光登基，加恩釋回。
- 外祖：和珅，嘉慶四年正月賜自盡；民國家藏族譜史料記載：瑞公諱琇，字玉琳、玉麟，傅察氏，生於嘉慶十四年，卒於同治六年.......祖誥授建威將軍原太子少保西安左翼副都統署西安將軍觀公成，父頭品頂戴原禮部尚書兼廂紅旗漢軍都統桂公慶.......母鈕祜魯氏，外大父迺原一等公和公珅.......官學生起，道光十一年隨父赴泰陵鎮隨任幫辦，二十四年考取記名軍機章京，職分清要，未經行走，二十七年替父賠查庫虧銀，咸豐四年由吏主事陞掌印郎中，七年工部堂官許公保薦欽派寶源局監督，八年京察一等，優敘，補浙江嘉興府知府，九年褫職，逮京問罪。賠贓遣戍，後加恩釋回...配趙氏、愛新覺羅氏....錄叔公長白和希齋詩數首。”
- 父母：一品禮部尚書貴慶，大員子弟。道光十七年因禮部尚書任上負責皇帝祭祀，祝版顛倒，由一品降為二品留任，不久借病辭官退隱北京西山。母和珅次女。
- 姑姑：一姑嫁总督图思德之子湖北粮道觉罗恒庆为妾，觉罗恒庆长子觉罗桂芳和贵庆是同科进士；一姑为豫亲王裕全庶福晋；另一姑嫁给郑亲王家的盛京兵部侍郎广敏之子兴恒为正妻，其孙为晚清大臣宗室宝森、堂弟宗室宝廷；一姑富察华笃（将军秀林女）为顾太清好友。
- 妹妹：瑞琇妹嫁和親王家的贝勒奕亨子载崇，乃启功先生高祖。載崇嫡母乃正紅旗瓜爾佳氏桂良之妹。堂妹富察氏，贵庆弟万庆之女富察氏嫁郑亲王家的多罗銮次子宗室瑞寿（瑞寿为雅尔江阿后裔，过继给雅尔江阿兄弟阿扎兰之子德俊后裔为嗣）。
- 兄弟：長兄瑞璸（同父異母）任臺灣道、寧紹台道，後官至福建巡撫代辦閩浙總督事務。同治朝初，被慈禧以年老慵懶為由強令退休。二兄瑞珍為府經歷、閑散，無出息。道光十六年，瑞珍（即瑞二）因听信吸食鴉片能止胃痛治病，便和宗室子弟常林（即常七）吸食鴉片。宗室常林還涉及和魏王氏通奸，被其他宗室子弟豐海、索橫兒、索五兒勒索威脅並發生鬥毆。案發後牽出宗室常恒（即常八）、常筠(常九）、大員子弟瑞珍等。瑞珍因此被革去府經歷，發往張家口軍臺效力。道光十九年，察哈爾都統布彥泰奏張家口廢員瑞珍，原任府經歷，緣事發往軍臺効力贖罪，指派十一臺當差，今効力三年期滿，臺費全數交清，例應請旨釋回。道光二十三年，道光朝大案户部庫銀虧空案發。父貴慶曾因三次任查庫大臣，和眾多官員被罰賠。二十五年，貴慶上書乞求免去部分賠償，道光帝擲其奏折，不允。二十七年，貴慶病逝，兵部將其無官職之子瑞珍送部替父監追，旋經兄弟瑞璸、瑞琇和友人賠償過半，大學士潘士恩奏請後釋出。
- 族兄: 文惠，乃浙江嘉兴协副将、族姊富察氏乃孝哲毅皇后之祖母。
- 妻子：正妻趙氏，疑為正藍旗漢軍趙氏，来自贵庆好友侍郎秀堃的妻子赵氏家族，即后来趙爾巽家族；繼妻愛新覺羅氏，雍正後裔，疑是奕經或奕紀之女，皆誥授四品恭人。
- 子女：据《爱新觉罗宗谱》，瑞琇女富察氏嫁怡亲王奕勳之孙溥新或作溥信为正妻、溥新继妻为贵庆学生完颜麟庆侄崇寿之女完颜氏。溥新，或作溥信，载增子，过继给载坪和载坪妻鈕祜祿氏，前鋒統領常喜（亦长喜）之女，即恭顺皇贵妃之胞侄女。有子毓宝，过继给載垣子溥斌，兼祧两房。溥新住宅在民国经其子金蕴山转卖，后为人民文学出版社。瑞琇之子名阿良《缙绅录》载同治五年至光绪元年，先后任盛京户部员外郎、京师刑部员外郎。其继承祖父贵庆甘雨胡同花园在清末转手租卖给英美教会，英国立德夫人曾租住撰有《我的北京花园》（京华往事）。
- 侄子侄女：清末北京巡城御史、吏科給事中端良，端良乃福建巡抚瑞璸子；清末盛京刑部侍郎宗室宝森，娶瓜尔佳氏，为桂良子延禧和郑亲王乌尔恭阿之女所生，即福康安外曾孙女。瑞琇侄女，即宗室宝森胞妹宗室氏，嫁军机大臣奎照之孙泰階、即索绰络氏英和曾孙，泰階官織造鈔關熱河总管府员外郎。
- 學生:通过清代硃卷档案查询，瑞琇在嘉庆知府任上，曾教过以下嘉兴籍学生：光緒進士金星桂（亦金壽松）、总理各国事务衙门大臣许景澄、举人官刑部员外郎王景曾（署广东按察使王景贤从兄弟、王藻墀从兄、其堂姐妹嫁冯桂芬次子冯芳植）、举人郑文同（子郑之章）。